# 岡崎市立福岡小学校
岡崎市立福岡小学校（おかざきしりつ ふくおかしょうがっこう）は、愛知県岡崎市福岡町にある公立小学校。

## 概要
1872年（明治5年）に創立した。
上地小学校（上地1丁目、上地6丁目、若松町字川向・字向山のうち通称シビックヒルズ）とともに、岡崎市立福岡中学校の学区を構成する。
旧正門（北門）付近の土呂陣屋の松5本は、岡崎市指定天然記念物となっており、近くの土呂八幡宮と併せて岡崎観光きらり百選に選ばれている。
| 調査日       | 児童数 | 通常学級 | 特別支援学級 | 出典   |
| ------------ | ------ | -------- | ------------ | ------ |
| 2013年4月8日 | 625人  | 20       | 2            | [ 4 ]  |
| 2019年5月1日 | 671人  | 20       | 4            | [ 5 ]  |
| 2020年5月1日 | 656人  | 19       | 5            | [ 6 ]  |
| 2021年5月1日 | 645人  | 19       | 5            | [ 7 ]  |
| 2022年5月1日 | 666人  | 21       | 5            | [ 8 ]  |
| 2023年5月1日 | 654人  | 21       | 6            | [ 9 ]  |
| 2024年5月1日 | 640人  | 21       | 7            | [ 10 ] |

## 学区
| 町名                         | 進学先     |
| ---------------------------- | ---------- |
| 福岡町、上地町、国正町字新田 | 福岡中学校 |

（2022年12月26日現在）

## 沿革
- 1872年（明治5年） - 旗本山口内匠陣屋に土呂学校として開校。
- 1893年（明治26年） - 福岡町町制施行。福岡町立福岡尋常小学校と校名変更。
- 1947年（昭和22年） - 額田郡福岡町立福岡小学校と校名変更。
- 1955年（昭和30年） - 岡崎市に合併されたことに伴い、岡崎市立福岡小学校と校名変更。
- 1959年（昭和34年） - 校歌制定。作曲は冨田勲。

## 学校の付近
- 土呂陣屋跡・土呂陣屋の松（学校敷地内に所在）
- 額田郡福岡町役場跡
- 岡崎市福岡学区市民ホーム
- 愛知県警察岡崎警察署福岡駐在所
- 岡崎市福岡学区こどもの家
- 土呂山浄専寺・蓮如上人銅像
- 土呂殿本宗寺
- 砂川

## 著名な出身者
- 青山周平（元衆議院議員）
- 太田圭祐（サッカー選手）[12]